# Pedro Sarmiento
Pedro Sarmiento (1375-Miranda de Ebro, 6 de marzo de 1464), también llamado Pedro Ruiz de Sarmiento, fue un cortesano de Juan II de Castilla, repostero mayor del rey y miembro del Consejo de Castilla, que sustituyó a Álvaro de Luna en el máximo puesto de confianza tras la batalla de Olmedo en 1445 y fue nombrado alcalde mayor de Toledo.

## Familia
Era hijo de Diego Pérez Sarmiento, repostero mayor del rey Enrique III, y de Mencía de Zúñiga, hija de Diego López de Zúñiga o, según otros autores, de Mencía de Castilla.
Se casó con María de Mendoza, de quien tuvo a Diego Gómez Sarmiento y Mendoza (m. 1490), I conde de Salinas —el primogénito para quien su padre instituyó el mayorazgo en 29 de junio de 1463—, Juan, Mencía y María de Sarmiento.

## Biografía
Al recuperar el antiguo valido el favor real, Pedro Sarmiento pasa a ocupar el cargo de alcalde mayor de Toledo en sustitución de Pedro López de Ayala, significado en el conflicto con el bando opuesto a Álvaro de Luna. Ese apartamiento de la corte, a pesar de seguir ocupando un cargo de cierta responsabilidad, le va haciendo pasar a ser partidario del príncipe Enrique (futuro Enrique IV). 
Con motivo de la recaudación de un nuevo impuesto (un millón de maravedíes para la guerra con Aragón) que la ciudad entendía como no ajustado a derecho, y cuyo cobro estaba a cargo de Alonso Cota, un recaudador converso (padre del poeta Rodrigo Cota), Pedro Sarmiento encabezó el 5 de junio la revuelta anticonversa de Toledo de 1449, con el saqueo e incendio del barrio de la Magdalena, habitado por judíos y conversos. Junto a él estuvieron los canónigos Juan Alfonso y Pedro López Gálvez, y Marcos García de Mora (de mote Marquillos de Mazarambroz), redactor de un Memorial justificativo de la doctrina, motivos y metas de la rebelión, que junto al tema judío tenía componentes fiscales y políticos. Llegaron a procesar y condenar a su enemigo el arcediano de la catedral, Fernando de Cerezuela. Mediante la denominada «Primera Sentencia-Estatuto de Limpieza de Sangre», se expulsó a los conversos de toda clase de cargos representativos en el municipio.
Aunque la intervención del mismo papa Nicolás V dio la razón a los partidarios de los conversos, la imparable difusión de la Sentencia-Estatuto en una multitud de estatutos de limpieza de sangre, que reservaban los cargos y dignidades de innumerables instituciones (gobiernos municipales, universidades, órdenes militares...) a los que pudieran probar ser descendientes de cristianos viejos en varias generaciones, enconó el problema de los cristianos nuevos en Castilla, lo que llevó a su persecución mediante la Inquisición (1478) y la expulsión de los judíos no convertidos (1492) en tiempo de los Reyes Católicos.
Falleció el 6 de marzo de 1464 en Miranda de Ebro, su señorío, y recibió sepultura en el panteón familiar del monasterio de Santa María de Benevívere.